# Es-Sabáb FC
Az Es-Sabáb FC egy szaúd-arábiai labdarúgócsapat, amelynek székhelye Rijád városában található. A klub a szaúd-arábiai első osztályban, a Pro League-ben szerepel. Hazai mérkőzéseit a 22 500 néző befogadására alkalmas Faiszál bin Fahd Herceg Stadionban játssza.

## Sikerlista
- Pro League
  - Bajnok (6): 1990–91, 1991–92, 1992–93, 2003–04, 2005–06, 2011–12
  - Ezüstérmes (6): 1981–82, 1984–85, 1988–89, 1997–98, 2004–05, 2020–21

- Király Kupa
  - Győztes (3): 2008, 2009, 2014
  - Döntős (1): 2013

- Koronaherceg Kupa
  - Győztes (3): 1992–93, 1995–96, 1998–99
  - Döntős (4): 1991–92, 1993–94, 1999–2000, 2008–09

- Szaúdi Szuperkupa
  - Győztes (1): 2014

- Föderációs Kupa
  - Győztes (4): 1988, 1989, 2009, 2010

- First Division League
  - Feljutó (1): 1978–79

- Kupagyőztesek Ázsia-kupája
  - Győztes (1): 2000–01

## További hivatkozások
- Hivatalos honlapja